# Acid phenylpyruvic
Axit phenylpyruvic là một dẫn xuất của axit pyruvic.